# 索雷 (帕拉州)
0°43′1″S 48°31′22″W / 0.71694°S 48.52278°W

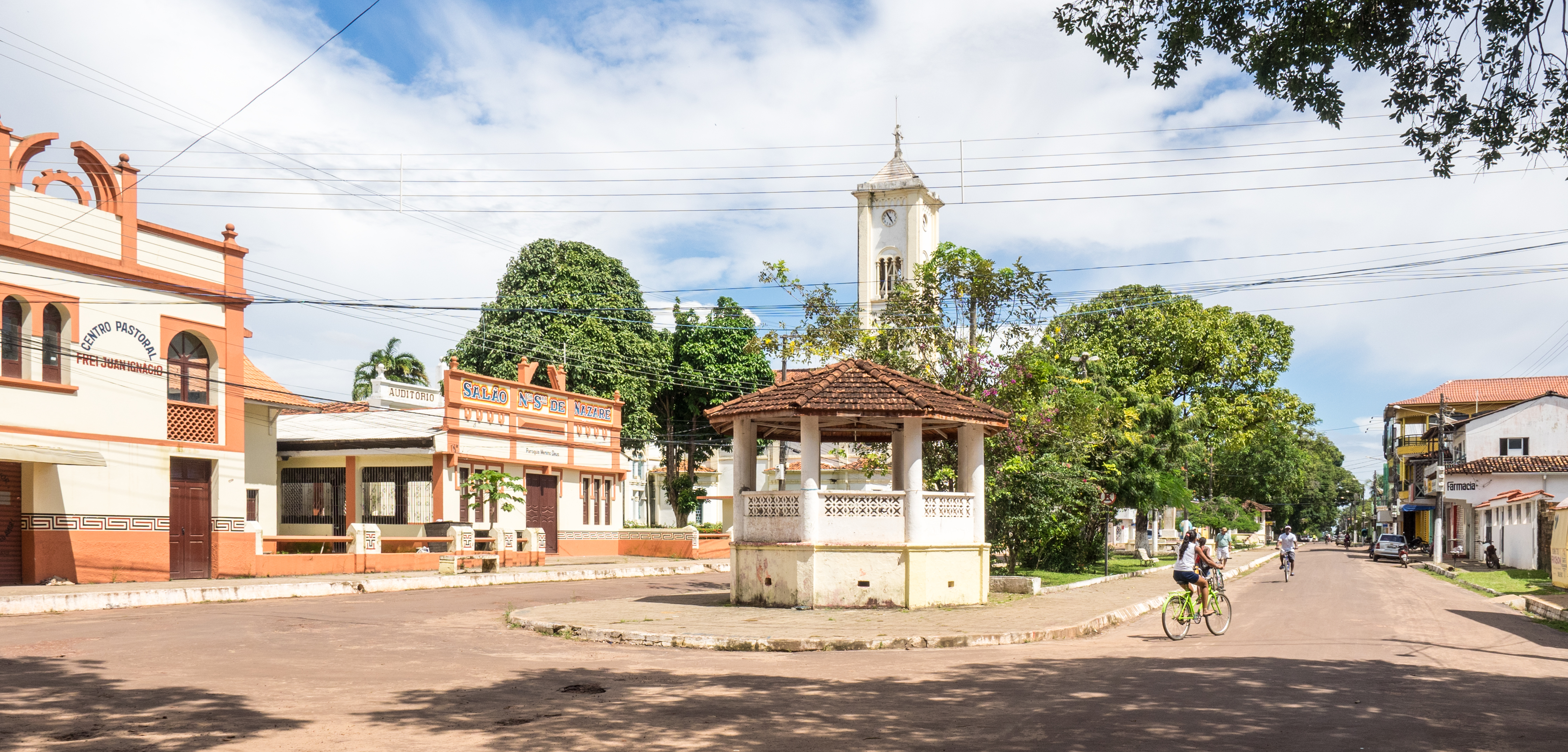
索雷

索雷（葡萄牙語：Soure），是巴西的城鎮，位於該國北部，由帕拉州負責管轄，始建於1847年1月20日，面積3,517平方公里，海拔高度10米，2010年人口23,001，人口密度每平方公里6.54人。